# 塞浦路斯军区
塞浦路斯军区（希臘語：θέμα Κύπρου，转写：thema Kyprou）是拜占庭帝国的一个军区，位于塞浦路斯岛，建立于960年代拜占庭海軍收复塞浦路斯之后。在此之前，此地曾由拜占庭与阿拉伯人共同治理了三个世纪，其间也曾被其他势力短暂占据。厄洛提科斯（Erotikos）与拉普索马忒斯（Rhapsomates）分别于1042年和1092年发动了两次叛乱，但皆很快被帝国军队平息。到了12世纪末期，塞浦路斯开始再次出现分离的倾向，被驱逐的伊薩克·科穆寧于1185年自封为巴西琉斯（即皇帝）。塞浦路斯在其统治之下一直存续至1191年，直至第三次十字军东征中被英王理查一世侵占，并出售给了圣殿骑士团。